# Mauro Gamarra
Mauro Damián Gamarra (Avellaneda, Buenos Aires, Argentina, 19 de junio de 1995) es un futbolista argentino que se desempeña como delantero en Rivadavia de Lincoln del Torneo Federal A, tercera división del fútbol argentino.

## Trayectoria
Mauro Gamarra hizo las divisiones inferiores en el Club Atlético Independiente desde el año 2001. A partir de agosto de 2013 integró el Selectivo de Inferiores que condujo Gabriel Milito. Al año siguiente se sumó al plantel de la Reserva, también bajo la tutela de Milito, donde disputó 14 partidos en un año para el Equipo reserva aunque no fue tenido en cuenta por el entrenador Mauricio Pellegrino. El Delantero formó parte del plantel profesional aunque nunca debutó en la Primera División de Argentina. Luego de quedar libre a fines de 2015, emigró en buscar de obtener más continuidad. 
El 28 de diciembre de 2015, luego de estar a prueba en varios entrenamientos bajo la conducción técnica de Andrés Guglielminpietro, firmó contrato por un año y medio con el Club Atlético Nueva Chicago de la Primera B Nacional, segunda división del fútbol argentino. El club adquirió el 50% de los derechos económicos del jugador. No fue tenido en cuenta por el cuerpo técnico siendo relegado a entrenar con el Equipo Reserva al finalizar el campeonato por lo que decidió rescindir su contrato con el club.
Firmó contrato a mediados de 2016 con el Club Rivadavia de Lincoln del Torneo Federal A, tercera división del fútbol argentino con la intención de adquirir más continuidad.

## Clubes
| Club                 | País      | Tiempo          |
| -------------------- | --------- | --------------- |
| Nueva Chicago        | Argentina | 2016            |
| Rivadavia de Lincoln | Argentina | 2016 - Presente |

## Estadísticas
| Club                                                              | Temporada           | Liga  | Liga  | Copa Nac.1 | Copa Nac.1 | Copa Inter. | Copa Inter. | Total | Total |
| Club                                                              | Temporada           | Part. | Goles | Part.      | Goles      | Part.       | Goles       | Part. | Goles |
| ----------------------------------------------------------------- | ------------------- | ----- | ----- | ---------- | ---------- | ----------- | ----------- | ----- | ----- |
| Nueva Chicago Argentina                                           | 2016                | 0     | 0     | -          | -          | -           | -           | 0     | 0     |
| Nueva Chicago Argentina                                           | Total Chicago       | 0     | 0     | -          | -          | -           | -           | 0     | 0     |
| Total en su carrera                                               | Total en su carrera | 0     | 0     | -          | -          | -           | -           | 0     | 0     |
| Rivadavia de Lincoln Argentina                                    | 2016/17             | 3     | 0     | -          | -          | -           | -           | 3     | 0     |
| Rivadavia de Lincoln Argentina                                    | Total Rivadavia     | 3     | 0     | -          | -          | -           | -           | 3     | 0     |
| Total en su carrera                                               | Total en su carrera | 3     | 0     | -          | -          | -           | -           | 3     | 0     |
| Última actualización: Alvarado vs. Rivadavia de Lincoln, 18.09.16 |                     |       |       |            |            |             |             |       |       |